# کیرس
کیرس دهستانی در استان آستوریاس اسپانیا است.
در این دهستان ۱٬۵۶۶ نفر زندگی می‌کنند. مساحت این دهستان ۲۰۸٫۷۹ کیلومتر مربع است.